# Reading Hockey Club
Reading Hockey Club is een hockeyclub uit de Engelse plaats Reading. Reading is een van de succesvolste clubs in de Engelse competitie en beker.
Het herenteam van Reading speelt in Engeland op het hoogste niveau, het damesteam speelt op het een na hoogste niveau.